# セバスチャン・ポコニョーリ
セバスチャン・ポコニョーリ（Sébastien Pocognoli, 1987年8月1日 - ）は、ベルギー王国リエージュ州リエージュ出身の元サッカー選手。現サッカー指導者。現役時代のポジションはディフェンダー （左サイドバック）。

## 経歴

### 現役時代
スタンダール・リエージュ、KRCヘンクのユースチームで活躍し、2004年4月にヘンクで16歳でデビュー。
2007年7月、オランダのAZアルクマールに5年契約で移籍した。
ベルギーU-21代表を経て、2008年5月30日、イタリア代表との親善試合でベルギー代表デビュー。
2008年北京オリンピックに出場。1次リーグ2試合目の中国戦の後半8分、中国のDF譚望嵩から局部に飛び蹴りを食らい下半身から血を流した。
2010年1月27日、スタンダール・リエージュに移籍した。契約期間は4年半。
2013年1月23日、ハノーファー96に移籍した。契約期間は3年半。
2014年7月12日、ウェスト・ブロムウィッチ・アルビオンFCに移籍した。契約期間は3年。
2017年6月16日、スタンダール・リエージュに復帰した。
2020年1月8日、ユニオンSGにフリーで加入した。
2021年7月1日、現役引退と同時にユニオンSGの下部組織の監督に就くことが発表された。

### 監督業
2021年7月1日、ユニオンSGU-21の監督に就任した。
2022年7月1日、かつてユース時代に所属したKRCヘンクの下部組織の監督に就任した。

## タイトル
AZ
- エールディヴィジ 2008-09
- ヨハン・クライフ・シャール 2009

スタンダール・リエージュ
- ベルギーカップ 2017-18